# 北与野駅

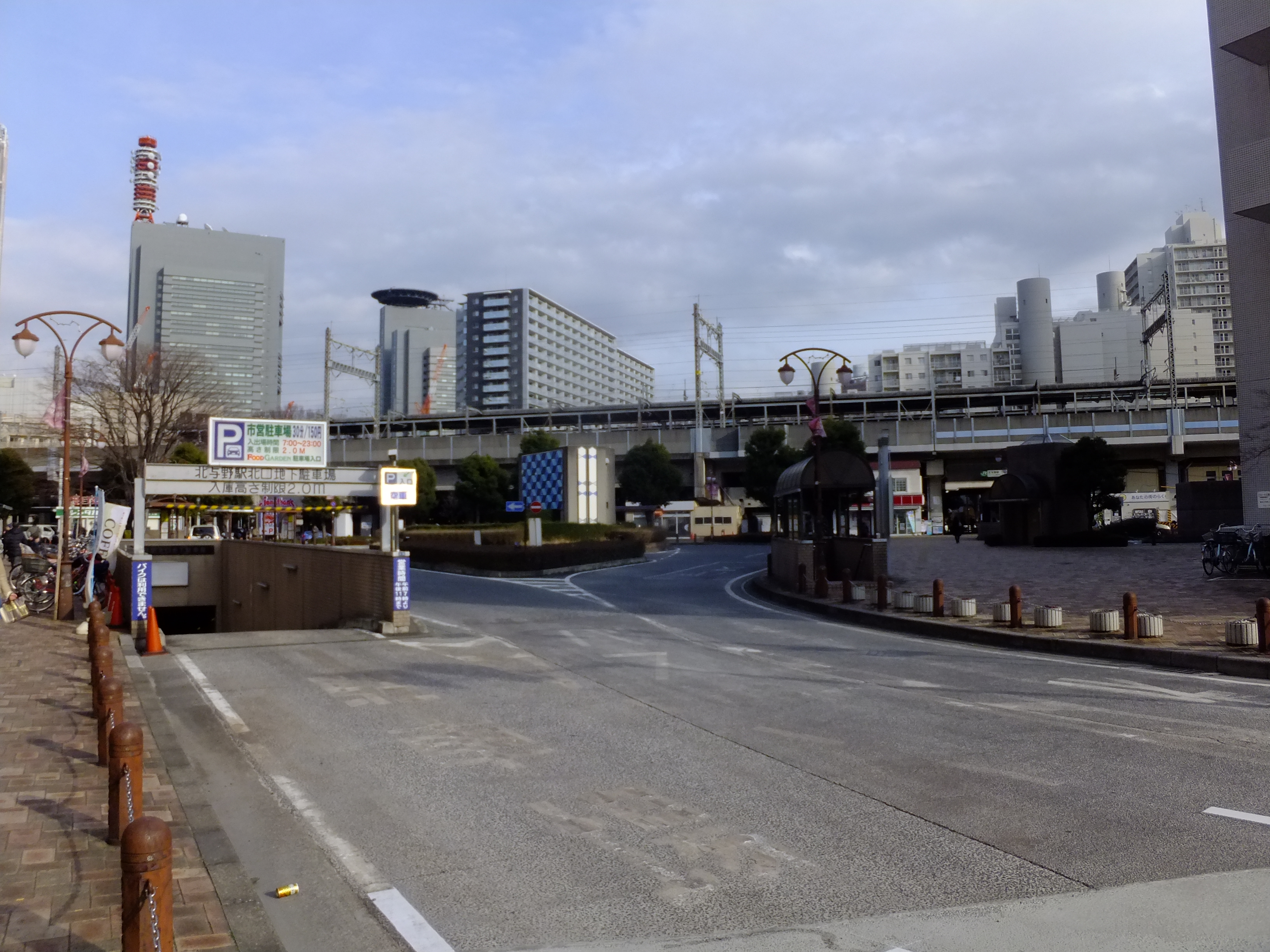
北口（2015年2月）

北与野駅（きたよのえき）は、埼玉県さいたま市中央区上落合二丁目にある、東日本旅客鉄道（JR東日本）の駅である。駅番号はJA 25。
当駅に乗り入れている路線は、線路名称上は東北本線（支線）であるが、運転系統上は埼京線として案内される。

## 歴史
- 1985年（昭和60年）9月30日：開業[2]。
- 1987年（昭和62年）4月1日：国鉄分割民営化に伴い、東日本旅客鉄道（JR東日本）の駅となる[2]。
- 1993年（平成5年）8月5日：自動改札機を設置し、供用開始[3]。
- 2001年（平成13年）11月18日：ICカード「Suica」の利用が可能となる[広報 1]。
- 2002年（平成14年）4月27日：駅コンコースとさいたま新都心駅を結ぶ「北与野デッキ」が完成。
- 2007年（平成19年）10月31日：みどりの窓口の営業を終了。
- 2019年（令和元年）11月30日：相鉄・JR直通線開業に伴うダイヤ改正より、快速電車の停車駅となる[4]。

## 駅構造
島式ホーム1面2線を有する高架駅である。ホームは斜めに交差する国道17号をまたいでいる。東側のさいたま新都心駅とは、高架の歩道（北与野デッキ）を介して約10分ほどで連絡する。
浦和西営業統括センター管理で、JR東日本ステーションサービスが業務を受託する業務委託駅である。ただし、お客さまサポートコールシステムが導入されており、早朝および日中・夜間の一部時間帯は遠隔対応のため改札係員は不在となる。また、指定席券売機と自動改札機が設置されている。なお、みどりの窓口は指定席券売機の設置に伴い、2007年（平成19年）10月31日をもって閉鎖された。

### のりば
| 番線 | 路線   | 方向 | 行先                                     |
| ---- | ------ | ---- | ---------------------------------------- |
| 1    | 埼京線 | 南行 | 池袋・新宿・大崎・りんかい線・相鉄線方面 |
| 1    | 埼京線 | 上り | 池袋・新宿・大崎・りんかい線・相鉄線方面 |
| 2    | 埼京線 | 北行 | 大宮・川越方面                           |
| 2    | 埼京線 | 下り | 大宮・川越方面                           |

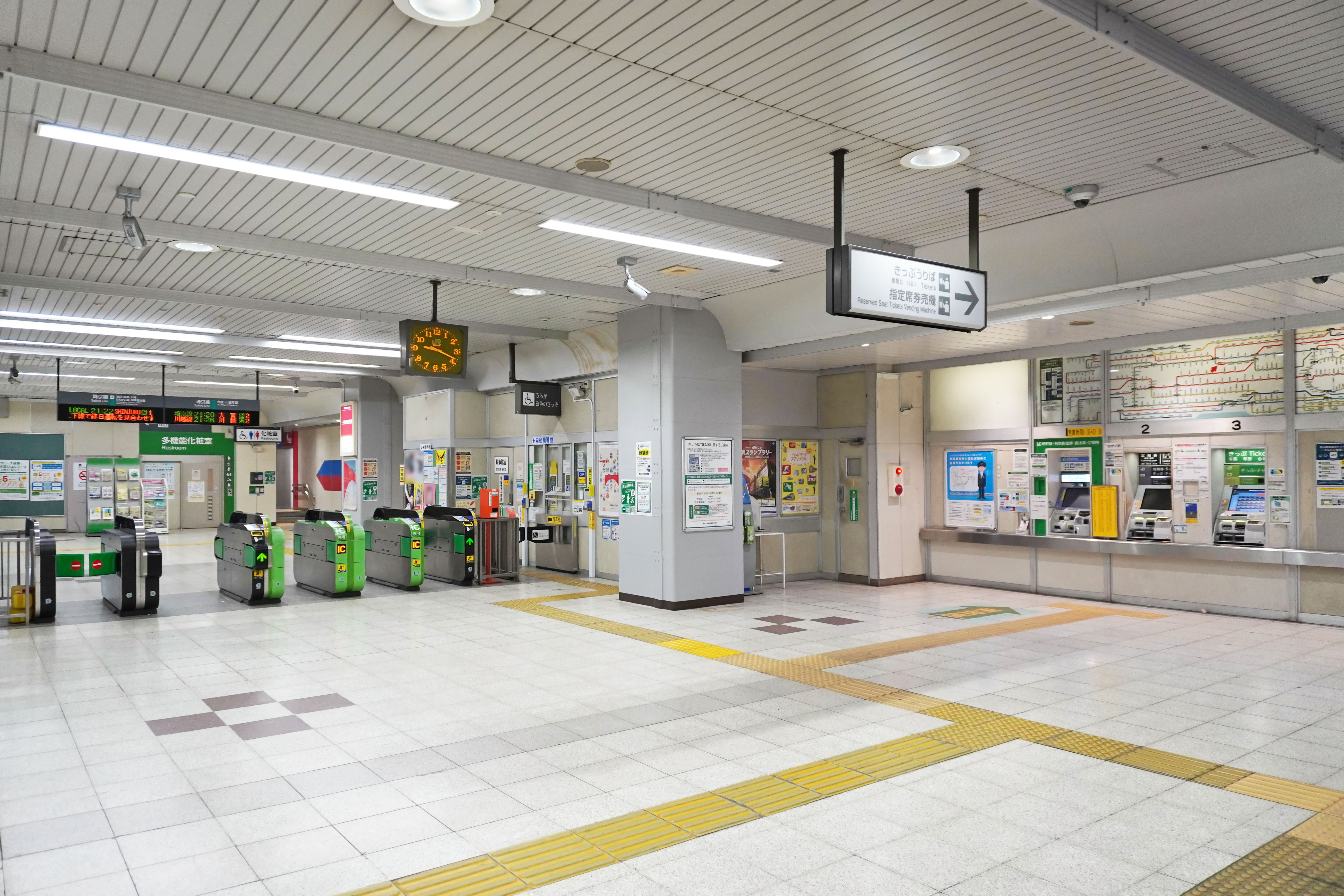
改札口（2023年1月）
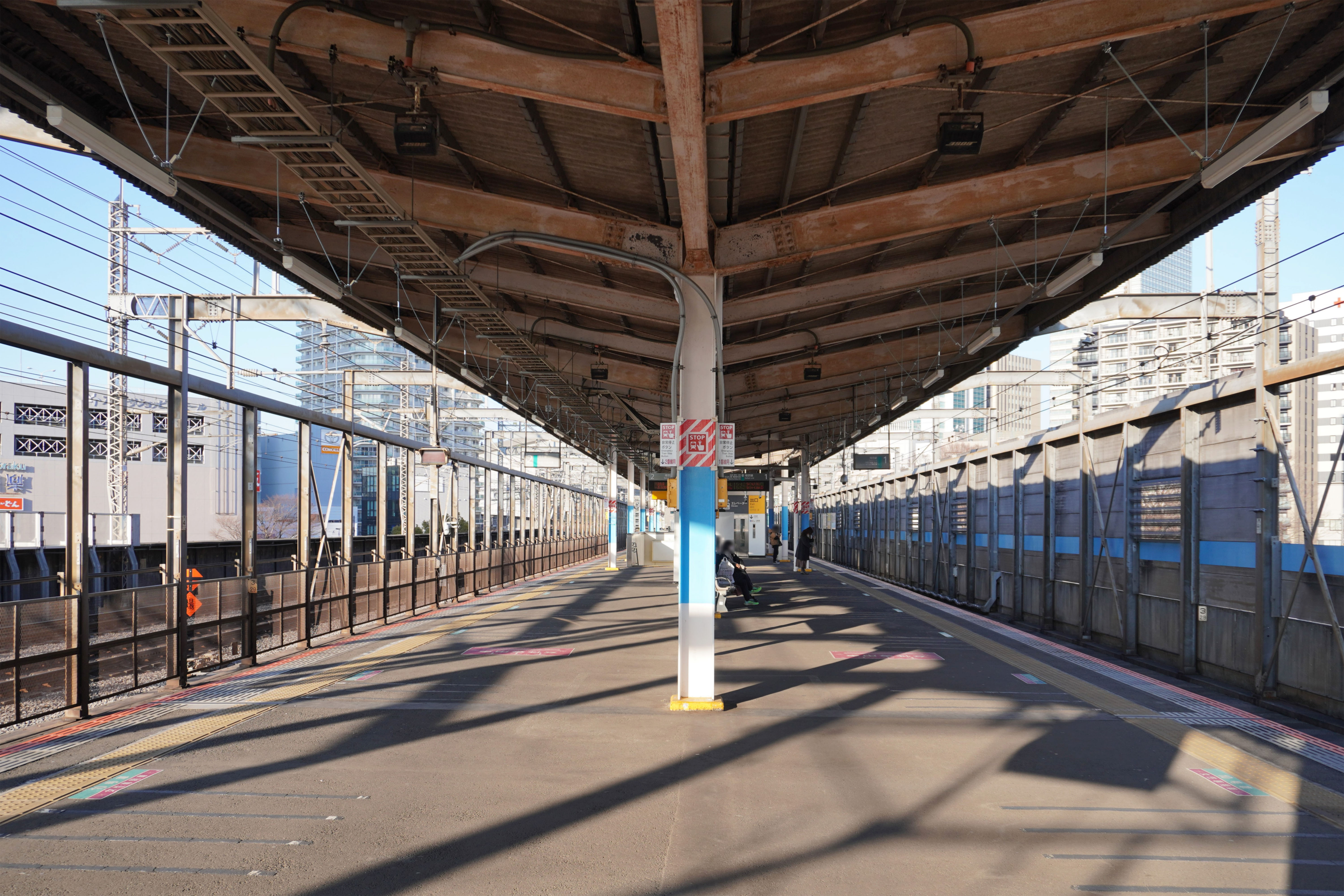
ホーム（2023年1月）

### ステーションカラー
1985年（昭和60年）9月30日開業の埼京線の各駅（北赤羽駅 - 北与野駅間）は、駅ごとに色が付けられた。これは現在も引き継がれている。当駅のカラーは青色（■）である。

## 利用状況
2023年度（令和5年度）の1日平均乗車人員は10,747人で、埼京線の駅では最も少ない。なお、さいたまスーパーアリーナでのイベント開催時はアクセス駅の1つとして混雑する。
JR東日本および埼玉県統計年鑑によると、開業以降の1日平均乗車人員の推移は以下の通り。
| 年度               | 1日平均 乗車人員 | 出典     |
| ------------------ | ---------------- | -------- |
| 1985年（昭和60年） | 1,763            |          |
| 1986年（昭和61年） | 2,606            |          |
| 1987年（昭和62年） | 3,179            |          |
| 1988年（昭和63年） | 3,675            |          |
| 1989年（平成元年） | 4,128            |          |
| 1990年（平成02年） | 4,401            |          |
| 1991年（平成03年） | 4,795            |          |
| 1992年（平成04年） | 5,575            |          |
| 1993年（平成05年） | 6,286            |          |
| 1994年（平成06年） | 6,468            |          |
| 1995年（平成07年） | 6,278            |          |
| 1996年（平成08年） | 6,492            |          |
| 1997年（平成09年） | 7,149            |          |
| 1998年（平成10年） | 7,887            |          |
| 1999年（平成11年） | 8,642            | [ * 1 ]  |
| 2000年（平成12年） | 7,380            | [ * 2 ]  |
| 2001年（平成13年） | 7,032            | [ * 3 ]  |
| 2002年（平成14年） | 7,013            | [ * 4 ]  |
| 2003年（平成15年） | 7,070            | [ * 5 ]  |
| 2004年（平成16年） | 7,245            | [ * 6 ]  |
| 2005年（平成17年） | 7,474            | [ * 7 ]  |
| 2006年（平成18年） | 7,753            | [ * 8 ]  |
| 2007年（平成19年） | 8,047            | [ * 9 ]  |
| 2008年（平成20年） | 8,127            | [ * 10 ] |
| 2009年（平成21年） | 8,143            | [ * 11 ] |
| 2010年（平成22年） | 8,071            | [ * 12 ] |
| 2011年（平成23年） | 8,147            | [ * 13 ] |
| 2012年（平成24年） | 8,091            | [ * 14 ] |
| 2013年（平成25年） | 8,455            | [ * 15 ] |
| 2014年（平成26年） | 8,701            | [ * 16 ] |
| 2015年（平成27年） | 9,088            | [ * 17 ] |
| 2016年（平成28年） | 9,346            | [ * 18 ] |
| 2017年（平成29年） | 10,005           | [ * 19 ] |
| 2018年（平成30年） | 10,298           | [ * 20 ] |
| 2019年（令和元年） | 10,489           | [ * 21 ] |
| 2020年（令和02年） | 8,085            | [ * 22 ] |
| 2021年（令和03年） | 8,962            |          |
| 2022年（令和04年） | 9,982            |          |
| 2023年（令和05年） | 10,747           |          |

備考
1. ↑  1985年9月30日開業。開業日から翌年3月31日までの183日間を集計したデータ。

## 駅周辺
さいたま新都心の西側地区に隣接する。上落合も参照。

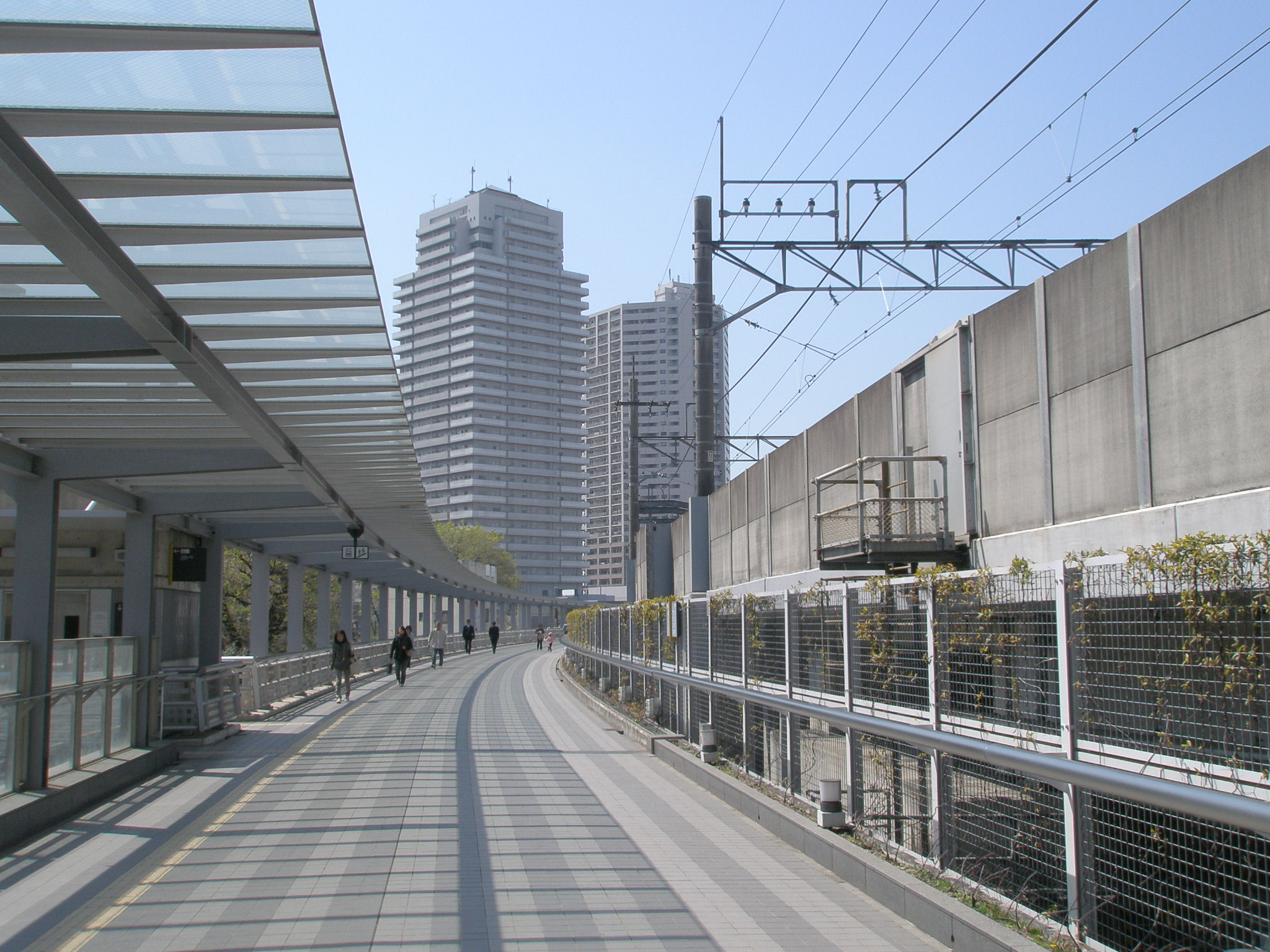
北与野デッキ
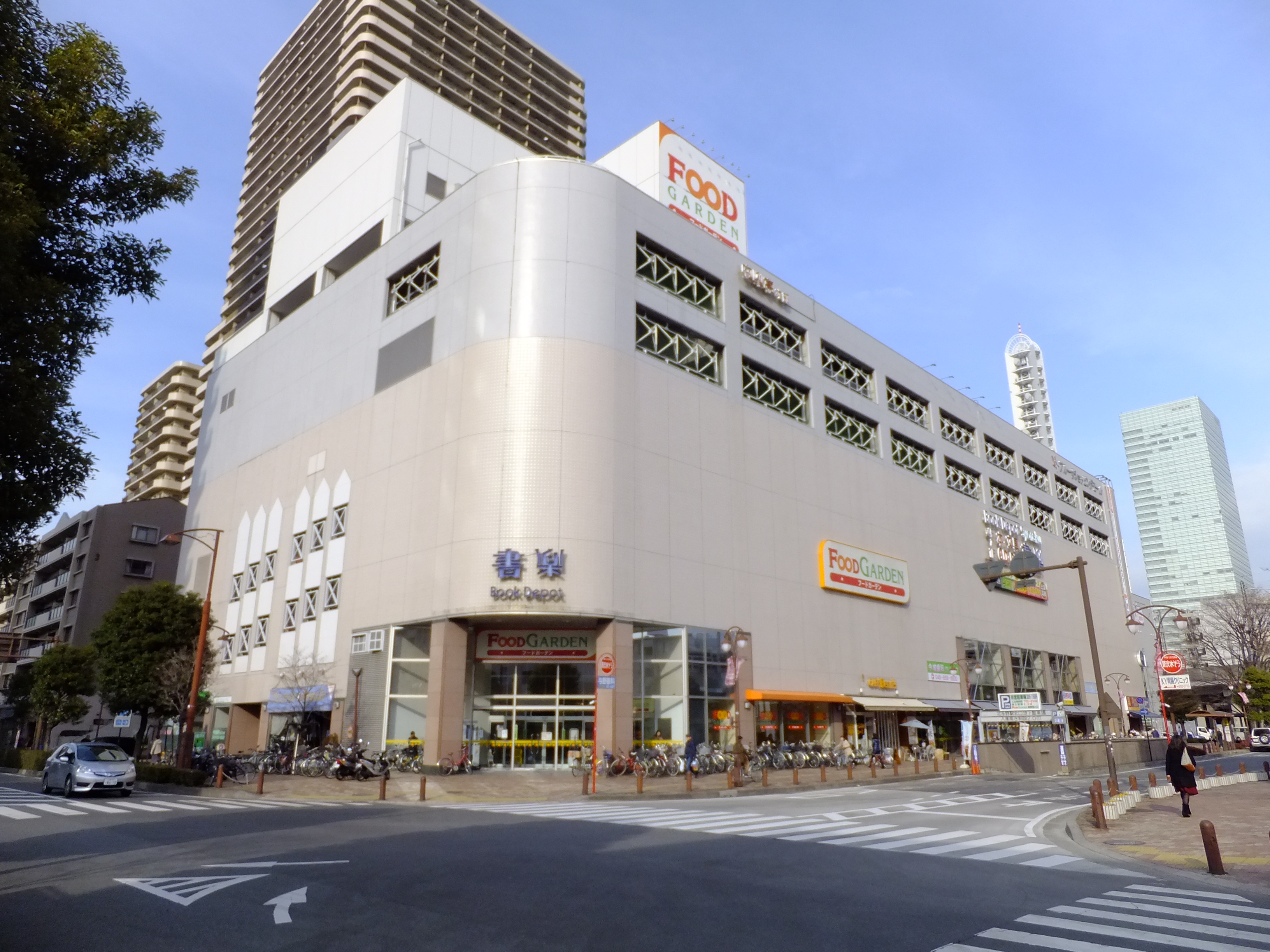
アルーサ北与野
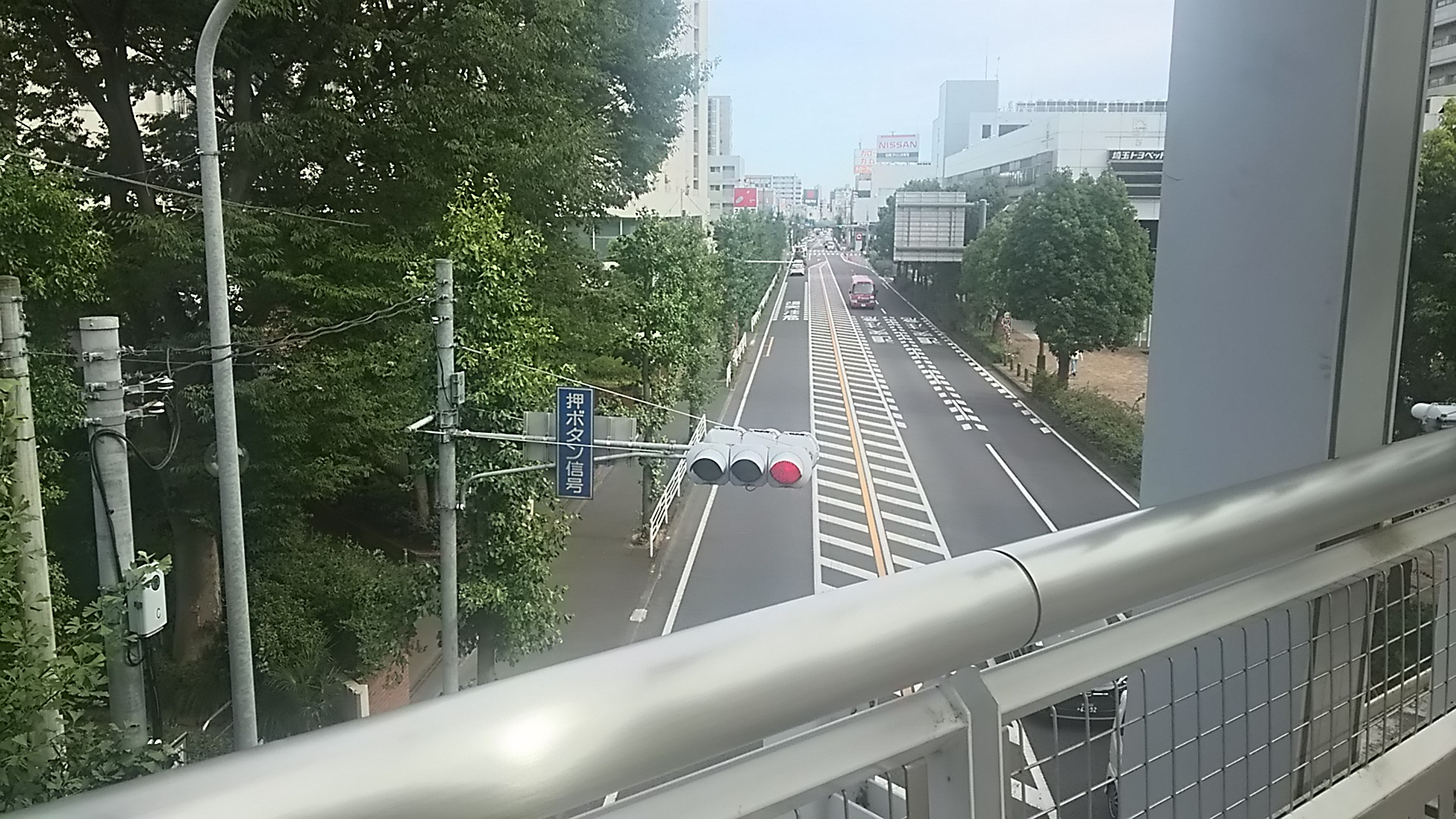
北与野デッキから国道17号浦和方面の展望
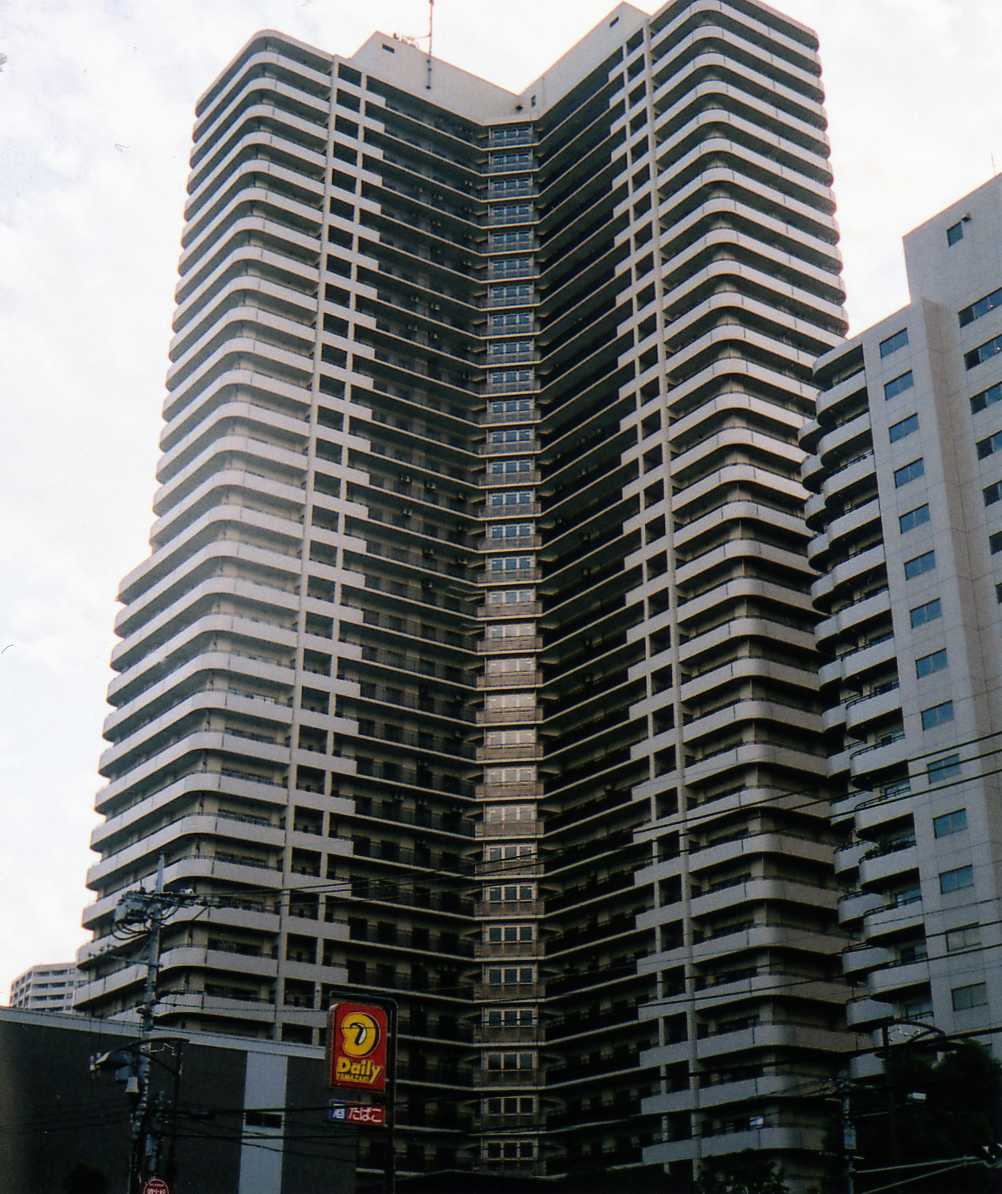
ノースピア上落合
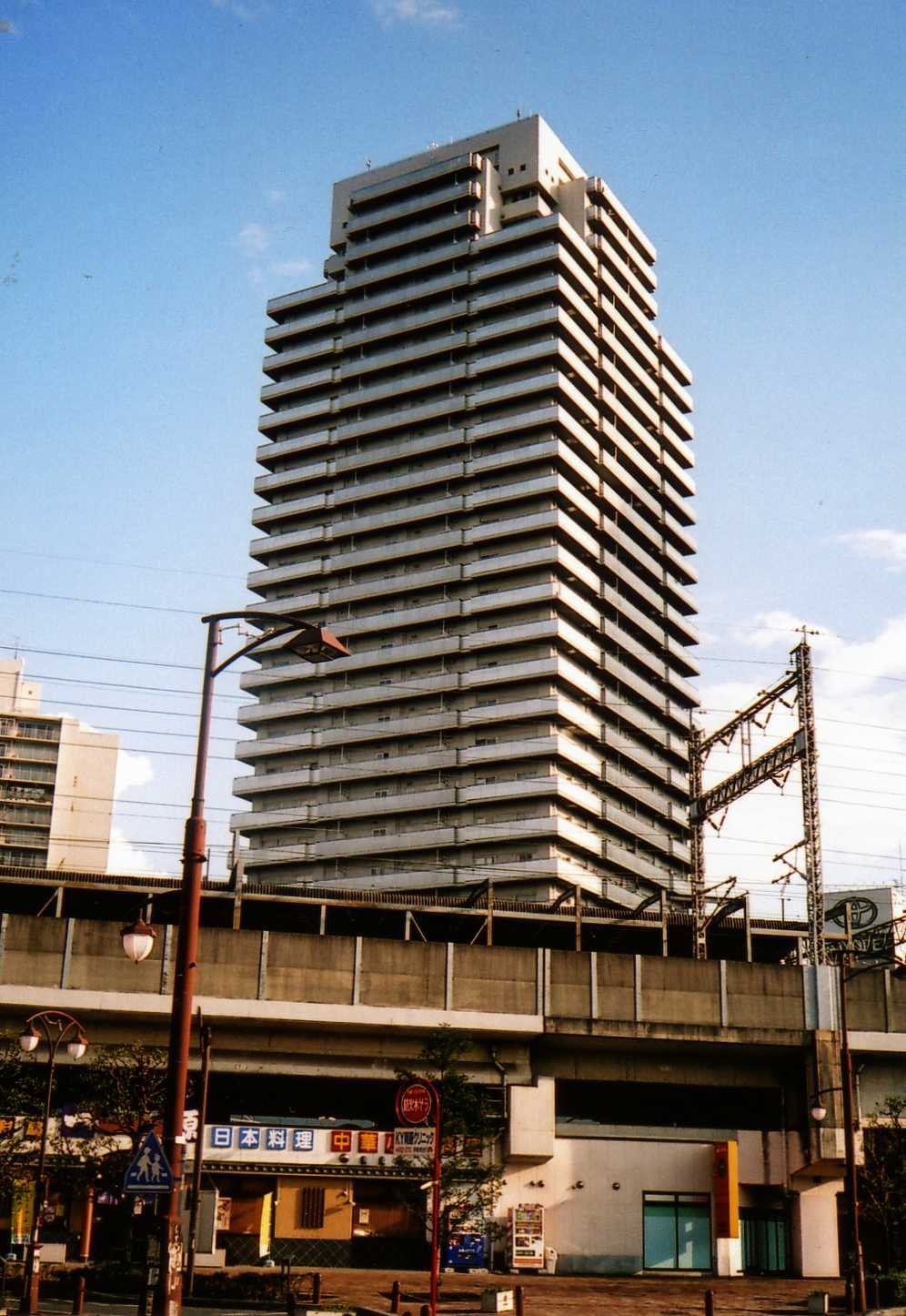
ポルテ29
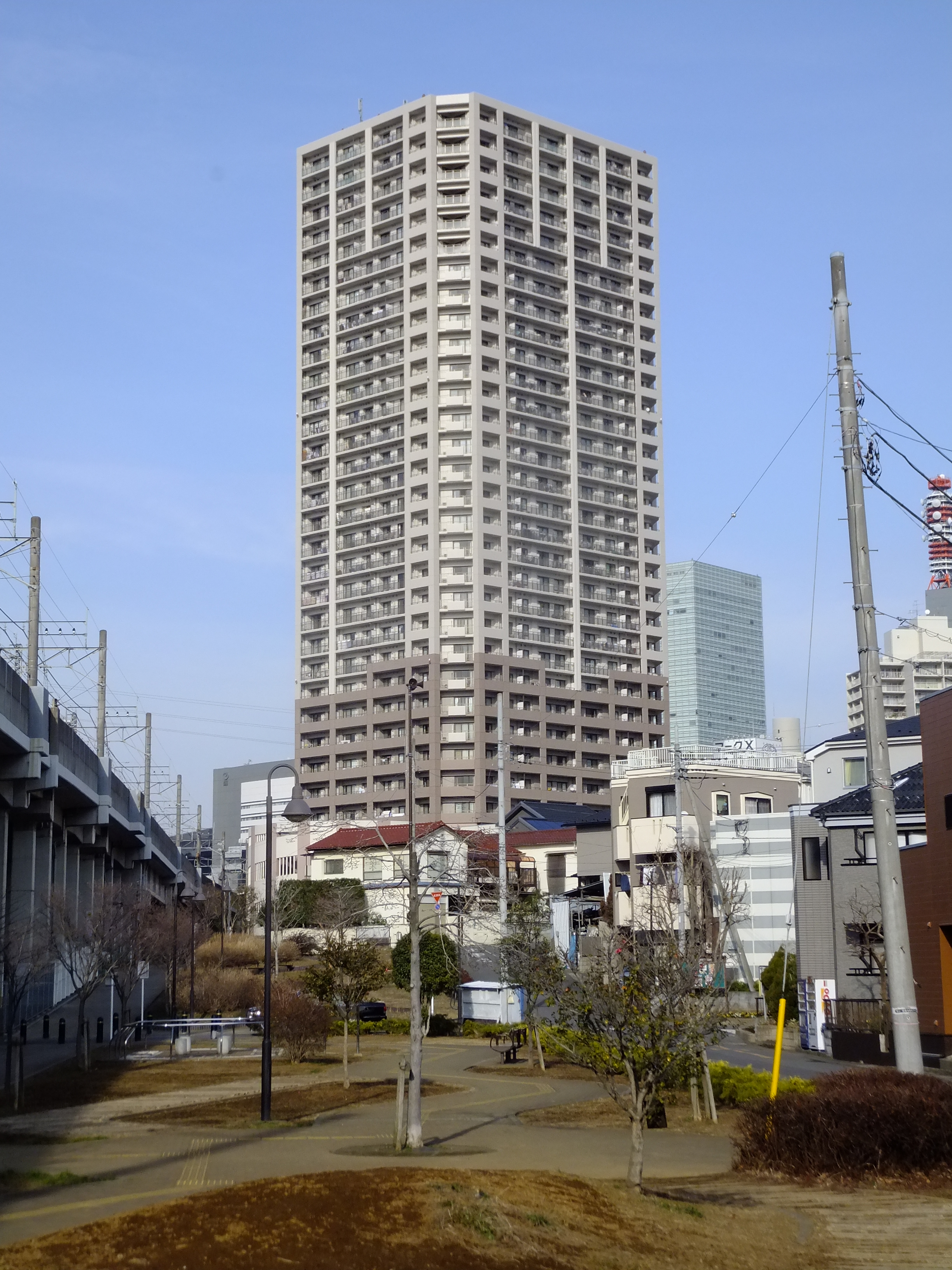
びゅうサイトタワー
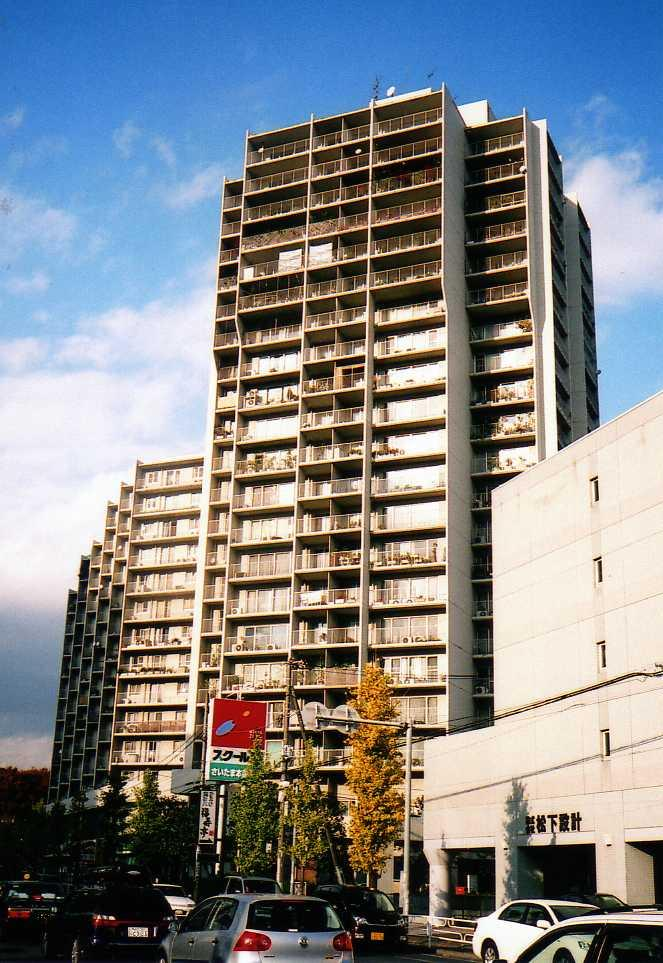
与野ハウス

その他施設
- さいたま新都心駅
- さいたまスーパーアリーナ
- さいたま赤十字病院（日赤病院）・埼玉県立小児医療センター
- イオンモール与野（イオン）
- フードガーデン北与野店（2010年1月14日に閉店したクイーンズ伊勢丹北与野店の跡地に2010年2月26日オープン）
- コーナンPROドイト与野店
- ドン・キホーテ与野店
- でんきち本社
- 日本ピストンリング本社
- 東電タウンプランニング埼玉総支社
- 埼玉県立いずみ高等学校
- 私立淑徳与野中学・高等学校
- 上落合鎮守神明宮（神明神社）

道路
- 国道17号（与野大宮道路）
- 埼玉県道215号宗岡さいたま線
- 首都高速埼玉新都心線 新都心出入口

## バス路線
「北与野駅」停留所にて、国際興業バスや西武バスが運行する路線バスが発着する。
- 1番のりば（国際興業バス）
  - 新都01・新都01-3・新都02：さいたま新都心駅行き
- 2番のりば（国際興業バス）
  - 新都01：北浦和駅西口行き
  - 新都02：白鍬電建住宅行き
- 3番のりば
  - 降車専用
- 4番のりば（西武バス）
  - 新都11：さいたま新都心駅行き
- 5番のりば（西武バス）
  - 新都11：大宮駅西口行き

## 隣の駅
東日本旅客鉄道（JR東日本）
 埼京線
■通勤快速
通過
■快速・■各駅停車
与野本町駅 (JA 24) - 北与野駅 (JA 25) - 大宮駅 (JA 26)
当駅と与野本町駅の駅間距離は1.1 kmで、これは埼京線では最も短い。

### 記事本文

##### 広報資料・プレスリリースなど一次資料
1. ↑  “Suicaご利用可能エリアマップ（2001年11月18日当初）” (PDF).   東日本旅客鉄道. 2019年7月27日時点のオリジナルよりアーカイブ。2020年4月29日閲覧。

### 利用状況
1. ↑  埼玉県統計年鑑 - 埼玉県
2. ↑  さいたま市統計書 - さいたま市
3. ↑  “さいたま市／旧与野市統計書”. www.city.saitama.jp. 2020年5月20日閲覧。

JR東日本の2000年度以降の乗車人員
1. ↑  各駅の乗車人員（2000年度） - JR東日本
2. ↑  各駅の乗車人員（2001年度） - JR東日本
3. ↑  各駅の乗車人員（2002年度） - JR東日本
4. ↑  各駅の乗車人員（2003年度） - JR東日本
5. ↑  各駅の乗車人員（2004年度） - JR東日本
6. ↑  各駅の乗車人員（2005年度） - JR東日本
7. ↑  各駅の乗車人員（2006年度） - JR東日本
8. ↑  各駅の乗車人員（2007年度） - JR東日本
9. ↑  各駅の乗車人員（2008年度） - JR東日本
10. ↑  各駅の乗車人員（2009年度） - JR東日本
11. ↑  各駅の乗車人員（2010年度） - JR東日本
12. ↑  各駅の乗車人員（2011年度） - JR東日本
13. ↑  各駅の乗車人員（2012年度） - JR東日本
14. ↑  各駅の乗車人員（2013年度） - JR東日本
15. ↑  各駅の乗車人員（2014年度） - JR東日本
16. ↑  各駅の乗車人員（2015年度） - JR東日本
17. ↑  各駅の乗車人員（2016年度） - JR東日本
18. ↑  各駅の乗車人員（2017年度） - JR東日本
19. ↑  各駅の乗車人員（2018年度） - JR東日本
20. ↑  各駅の乗車人員（2019年度） - JR東日本
21. ↑  各駅の乗車人員（2020年度） - JR東日本
22. ↑  各駅の乗車人員（2021年度） - JR東日本
23. ↑  各駅の乗車人員（2022年度） - JR東日本
24. ↑  各駅の乗車人員（2023年度） - JR東日本

埼玉県統計年鑑
1. ↑  埼玉県統計年鑑（平成12年）
2. ↑  埼玉県統計年鑑（平成13年）
3. ↑  埼玉県統計年鑑（平成14年）
4. ↑  埼玉県統計年鑑（平成15年）
5. ↑  埼玉県統計年鑑（平成16年）
6. ↑  埼玉県統計年鑑（平成17年）
7. ↑  埼玉県統計年鑑（平成18年）
8. ↑  埼玉県統計年鑑（平成19年）
9. ↑  埼玉県統計年鑑（平成20年）
10. ↑  埼玉県統計年鑑（平成21年）
11. ↑  埼玉県統計年鑑（平成22年）
12. ↑  埼玉県統計年鑑（平成23年）
13. ↑  埼玉県統計年鑑（平成24年）
14. ↑  埼玉県統計年鑑（平成25年）
15. ↑  埼玉県統計年鑑（平成26年）
16. ↑  埼玉県統計年鑑（平成27年）
17. ↑  埼玉県統計年鑑（平成28年）
18. ↑  埼玉県統計年鑑（平成29年）
19. ↑  埼玉県統計年鑑（平成30年）
20. ↑  埼玉県統計年鑑（令和元年）
21. ↑  埼玉県統計年鑑（令和2年）
22. ↑  埼玉県統計年鑑（令和3年）